# Simaninggir Sim
Simaninggir Sim is een bestuurslaag in het regentschap Padang Lawas Utara van de provincie Noord-Sumatra, Indonesië. Simaninggir Sim telt 609 inwoners (volkstelling 2010).